# Distrito de Omas

La Provincia de Yauyos en el Departamento de Lima, Perú.

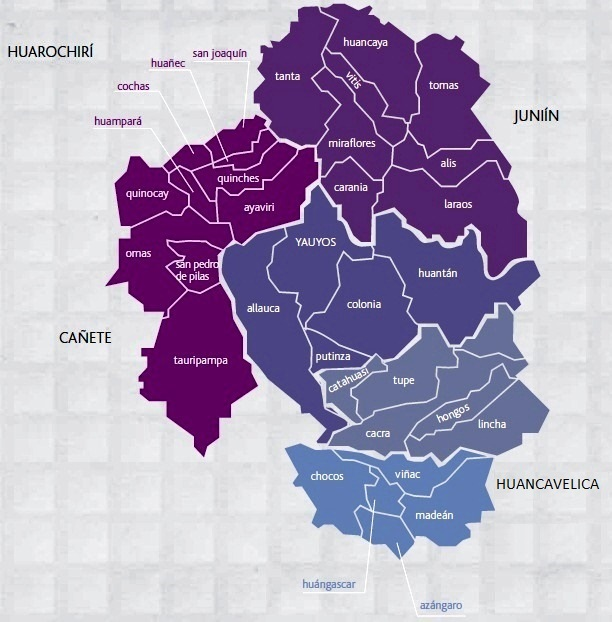
La provincia de Yauyos y sus 33 distritos.

El Distrito de Omas es uno de los treinta y tres distritos que conforman la Provincia de Yauyos, perteneciente al Departamento de Lima, en el Perú  y bajo la administración del Gobierno Regional de Lima-Provincias. 
Desde el punto de vista jerárquico de la Iglesia católica, forma parte de la Prelatura de Yauyos.

## Historia

### Época precolombina
El área del actual del distrito de Omas fue habitada por los Yauyos, estos fueron un grupo de nativos que primero habitó tan solo las alturas del valle costeño de Cañete, el antiguo guarco, y por sentirse estrechos en su territorio se lanzaron a lo largo de la cordillera marítima del actual departamento de Lima, estos eran fieros belicosos y aguerridos, sostuvieron lucha con sus vecinos y se apoderaron de sus tierras, había mucho conflicto entre los Yauyos y los Coayllos, se han encontrado restos de una muralla cerca al limíte de Omas con Coayllo, que pudo haber sido construida por los Coayllo, en defensa contra los ataques de los aguerridos Yauyos, dicha muralla corre en sentido horizontal paralelo al océano Pacífico, dividiendo el valle en dos.

### Época republicana
El Distrito de Omas se crea en la época de la Independencia durante la administración del Libertador Simón Bolívar en 1821 en el mismo año que Huáñec, Laraos, Ayavirí, Yauyos, Tauripampa, Pampas (hoy Colonia), Víñac y Chupamarca, los nueve distritos pertenecientes a la Provincia de Yauyos.

## Geografía
Tiene una superficie de 295,35 km². Su capital es el poblado de Omas. Omas cuenta con 174 viviendas y una población de 656 habitantes, según cifras del censo del 2007, se observa que hay un decrecimiento sostenido de la población, tiene la categoría de villa, además cuenta con siete caseríos y un anexo es la capital del Distrito de Omas, Provincia de Yauyos, Departamento de Lima, Perú.
Tiene un clima costeño templado todo el año y con precipitaciones de lluvias en los meses de diciembre hasta marzo.

## Autoridades

### Municipales
- 2023- Alcalde: Erick Alfonso Chirinos Jimenez
- 2019 - 2022[4]
  - Alcalde: Walter Duber Ponce Fernández, de Concertación para el Desarrollo Regional - Lima.
  - Regidores:

  1. Nelson James Ávalos Gago (Concertación para el Desarrollo Regional - Lima)
  2. Úrsula Josefina Vivas Valeriano de Ramírez (Concertación para el Desarrollo Regional - Lima)
  3. Lenerd Esteban Ponce Villalobos (Concertación para el Desarrollo Regional - Lima)
  4. Maribel Antonia Meza Palomino (Concertacion para el Desarrollo Regional - Lima)
  5. Máximo Aly De la Cruz Rodríguez (Patria Joven)

Alcaldes anteriores
- 2015 - 2018:[5] Erick Alfonso Chirinos Jiménez, Movimiento Patria Joven (PJ).
- 2011 - 2014:[6] Luis Alberto Ponce Fernández, Movimiento Concertación para el Desarrollo Regional (CDR).
- 2007 - 2010: Luis Alberto Ponce Fernández, Partido Unión por el Perú.
- 2003 - 2005:[7] Walter Duber Ponce Fernández, Movimiento independiente Progreso Omasino.
- 1999 - 2002: Sabina Estelita Ponce Fernández, Movimiento independiente Unidos por Omas.
- 1996 - 1998: Walter Duber Ponce Fernández, Lista independiente N° 11 Unidos por Omas.
- 1993 - 1995: Marcelino Martínez Avalos, Partido Acción Popular.
- 1991 - 1992: Felipe Vílchez Arias, Partido Acción Popular.
- 1987 - 1989: Alfonso Pitlar Isla, Partido Aprista Peruano.
- 1984 - 1986: Marcos Díaz Arias, Partido Acción Popular.
- 1981 - 1983: Marcos Díaz Arias, Partido Acción Popular.

### Policiales
- Comisaría de Omas (fue cerrado durante la pandemia)
  - Comisario: Mayor PNP  .[8]

## Educación

### Instituciones educativas
- I.E. Inicial N° 408 de Omas
- I.E N°20170 de Omas
- I.E San Jerónimo de Omas
- PRONOI "Mi Pequeño Mundo" del anexo Esquina de Omas
- I.E N°20950 del anexo Esquina de Omas
- I.E N°20172 del anexo San Lorenzo de Tamará

## Festividades
*Pascua de reyes: Del 5 al 10 de enero
Organizada por 4 sociedades:
Niño Jesús de Malambo.
Niño Jesús de Cercado.
Niño Jesús de Las Palmas.
Niño Jesús Los Olivos.
*Fiesta del Señor de los Milagros: 18 y 19 de octubre.
*Fiesta de la Virgen Purísima: 8 de diciembre .

## Vías de acceso
Está ubicado a 1549 m s. n. m. en el km 52 de la vía LM-124 que parte de la Panamericana Sur (PE-1S) a la altura del km 100 y sube paralelo al río Omas, pasando por los pueblos de Asia, Coayllo (km 18), Cata, Esquina de Omas hasta llegar a Omas. Luego continua a San Pedro de Pilas (km 70), el abra Tres Cruces (3653 m s. n. m.), Ayavirí, Huampara, Quinches y finalmente Huañec.